# Galaxia Pitică din Carena
Galaxia Pitică din Carena este o galaxie pitică sferoidală care face parte din Grupul nostru Local. A fost descoperită în 1977 de către R. D. Cannon, T. G. Hawarden și S. B. Tritton, în Constelația Carena.

## Caracteristici
Aflată la o distanță de 330.000 de ani-lumină de Sistemul nostru Solar, este o galaxie satelit a Căii Lactee, relativ aproape. Diametrul galaxiei este de 1.600 de ani-lumină, de 75 de ori mai mic decât al Căii Lactee.
Stelele sale par un pic mai puțin vechi decât cele ale altor galaxii satelit, ceea ce ar indica faptul că această galaxie s-a format mai recent.